# عبد الواحد الوكيل
عبد الواحد الوكيل، هو الدكتور عبد الواحد محمد الوكيل، معماري مصري، ولد في 7 أغسطس 1943م بحي جاردن سيتي بوسط القاهرة، مصر، من الذين استطاعوا أن يحققوا مكانة على مستوى العالم الإسلامي بأعمالهم المنتشرة حول العالم والتي حظيت بتقدير العديد من المنظمات المعمارية العالمية.

## نشأته وحياته
درس في كلية فيكتوريا ومدارس إنجليزية بريطانية وحصل على شهادة GCE في عام 1960 
، وتخرج بامتياز في الرياضيات التطبيقية، الفنون، الفيزياء، والكيمياء.
ثم انضم إلى جامعة عين شمس وحصل على بكالوريوس العمارة من عين شمس القاهرة تخرج بامتياز ومرتبة الشرف الأولى عام 1965 م  حيث عمل معيدا في الفترة 1965- 1970 م. وقام بالتدريس في الجامعة في قسم الهندسة المعمارية، كلية الهندسة. لمدة خمس سنوات ثم عمل لاحقا مع المعماري حسن فتحي بعد الالتقاء به عام 1968.

## حياته المهنية
رحلته طويلة وتمتد من مصر إلى السعودية وبيروت، باريس، إلى اليونان وأميركا وجنوب أفريقيا إلى ان استقر في لندن، بريطانيا عام 1980.
بعد تخرجه حاول المعماري تسجيل رسالة الماجستير عن أعمال المعماري المصري الشهير حسن فتحي صاحب كتاب «عمارة الفقراء» إلا أن أيا من أعضاء هيئة التدريس لم يوافق على الإشراف عليها مما اضطره إلى تغيير موضوع الرسالة ليدرس أساليب الإنشاء.
ولقد ساعدته هذه الدراسة في تفهم أساليب الإنشاء الأمر الذي ظهر واضحا في أعماله. سلك الطريق الاكاديمي، واستمر بالتدريس في الجامعة لمدة خمس سنوات حتي عام 1970، ثم عمل لاحقا مع المعماري حسن فتحي إلا أنه يدين بالفضل في تعليمه الحقيقي إلى السنوات الخمس التي قضاها مع المعماري حسن فتحي (1968 –1973) والي بحثه الشخصي في أصول العمارة الإسلامية في وقت لم تحظَ فيه العمارة الإسلامية المحلية بتأييد كبير سواء على المستوى الفني أو الشعبي. حيث قرر قطع دراسته والتفرغ للعمل مع فتحي حيث قضى معه الخمس السنوات التي كان لها أكبر الأثر على حياته وأسلوبه في العمل. المعروف عن حسن فتحي انتقاده لتقليد العمارة الغربية واتجاهه لاستخدام الخامات المحلية في البناء واستيعاب الأنماط والتشكيلات الهندسية التراثية واستخدامها في التصاميم الحديثة. وقام بالتدريس في الجامعة لمدة خمس سنوات ثم عمل لاحقا مع المعماري حسن فتحي. من المراحل:
- 1970 : ترك التدريس والجامعة.
- 1968- 1973 : عمل مع الأسطوري حسن فتحي لمدة خمس سنوات. أكمل أكثر من 15 مسجدا في المملكة العربية السعودية باستخدام التقنيات التقليدية والبناء والتشييد.
- 1971 : بدأ عملة الخاص.
- 1972 : عمل كمستشار لوزارة السياحة بمصر.
- 1979- 1980 : عمل كمستشار لمنظمة اليونسكو.
- 1991 - 2001 : مارس عمله بمكتبه في ميامي حيث كان يدرس في جامعة بيركلي ميامي. وقسم وقته بين مختلف عواصم الشرق الأوسط. بمبانيه ذات الجدران الثقيلة والزخارف الكلاسيكية تقف في تناقض صارخ مع العمارة المعاصرة العمارة الغربية اللامعة التي تعيد تشكيل المنطقة والبيئة العمرانية الحديثة بالهياكل الزجاجية عالية الارتفاع. أتخذ من مكتبيه بالقاهرة مقرين رئيسين لممارسة فكره المعماري التطبيقي في دول الخليج العربي ودول بلاد الشام.

## عمارة الوكيل
تأسست العمارة الحديثة على المبادئ المعمارية للقرن التاسع عشر واوائل القرن العشرين، والتي اكدت على «هجر الطابع التاريخي». كما ان الجمالية المولدة خالية من التزينات والمفردات المعمارية التقليدية. والوكيل قد برهن ان مبادئنا المعاصرة يجب ان تنافي مبادئ القرن التاسع عشر. فمبادئ اليوم تتطلب الرجوع للخلف للطوابع التاريخية وأخد دروس منها لعمارتنا المعاصرة.
فهو يرى ان العمارة كائن حي، عضوي وإلى حد ما عملية تطويرية. فلا يوجد شيء من غير ان يرث شيئا من أصل والديه. ومعماريا هي الاشكال الأصلية. وبمعنى اخر العمارة لغة لها كلمات، إعراب ومعان. فاذا فهم أي فرد العمارة من هذه الحدود سيصبح قادرا على التصميم في أي نقظة من الكرة الارضية، بعمارة تتحدث لغة ذلك الإقليم. ولهذا السبب استطاع الوكيل ان يصمم مبان في اليونان، مصر والمملكة العربية السعودية وهي تتحدث اللغة المعمارية لكل إقليم بنيت فيه.
فالوكيل في كل مبنى من مبانيه العظيمة في العالم الإسلامي تتحدث لغة معمارية فهمها معظم المسلمين المتجولين في الشارع. فهو قد فهم ان المبنى يوصل أي رسالة أو كلمة محددة للغة المعمارية التقليدية. فيجب ان تستعمل في الإعراب أو التركيب التقليدي. قد يعود هذا إلى الكلاسيكية أو عصر النهضة. وهو يبرهن ليس فقط على وجود ما يمكن ان نسميه لغة العمارة الإسلامية وإنما صلاحيتها كذلك للعمارة المعاصرة.
استعمل الوكيل المفردات التقليدية للعمارة في نمط لا يشابه انماط معماري القرن الثامن عشر أو التاسع عشر، والذين عمدوا لاحياء الانماط المعمارية القديمة. "فهو يسأل دائما عن ماهية الشيء وكيف يكون، فالقوس يتولد إذا فتح شخص في حائط من الطوب.
ولأن تميز المعمارى يأتى من فلسفته وامتلاكه لرؤية خاصة في تصميماته، كان تمسكه بالهوية سرا لتميزه، فقد كان يؤمن أن الانقياد لأساليب العمارة الغربية يعد ابتعادا عن الهوية العربية الإسلامية لذلك نادى باحياء قيم العمارة الإسلامية.

## فلسفته
رفض الوكيل مع بداية ممارسته المهنة في مصر الانسياق وراء الطراز الغربي الذي بدء ينتشر في تلك الفترة وقوانين المباني التي تفرض قيودا تحدد خيال المعماري وإبداعه. ويؤمن بضرورة إحياء القيم الإسلامية في العمارة الإسلامية، كما يؤمن بأهمية استخدام مواد البناء البيئية وتقنيات البناء التقليدية مع تطورها لتتناسب مع المتطلبات الحديثة.وتنبع هذه الأفكار من إيمانه بأن الإنسان كان يقوم في الأصل بتشكيل العمارة تبعا للظروف البيئية المحلية فتأتي معبرة عن الشخصية المحلية وتعطي نوعا من الاستمرارية الحضارية التي تجعل الإنسان أقدر على بناء مستقبل مستقر وتعكس جميع أعمال الوكيل هذه الأفكار المبادئ بالإضافة إلى الاحتياجات المناخية والوظيفية لشاغليها.

### فلسفة الشكل
يرى الوكيل أن ما يميز العمارة الإسلامية هو الروح وليس الشكل فالشيء الذي يجمع المساكن النوبية الصغيرة والمباني اليمنية الشاهقة والمساجد التركية العظيمة تحت مسمى واحد «العمارة الإسلامية» هو روح الإسلام وليس التشكيل المعماري، فالأشكال المعمارية المختلفة ما هي إلا مفردات اللغة أما كيفية وضع هذه المفردات معا لتكون قطعا شعرية فهذه هي العمارة الإسلامية.

## الرؤية
الرؤية في العمل لم تتوقف لدى الوكيل عند حد التصميم فقد كانت له نفس رؤية في مواد البناء حيث أنه يفضل استخدام مواد البناء التي تتفاعل مع البيئة بالإضافة إلى استخدام تقنيات البناء التقليدية مع تطويرها لتتناسب مع المتطلبات الحديثة، وكان عزوفه عن استخدام القوالب الجاهزة وتفضيله للعمل اليدوي أمرا أثار دهشة وتعجب زملائه المعماريون إلا انه كان يجيب عليهم في ذلك بأن العمل بالصبات والقوالب مناقضا للمهمة التي يقوم بها.
يري أن اقتباس المفرد في حد ذاته ليس تصميما وان اكتشاف أصل وفكر وفلسفة هذا المفرد هو الكشف الحقيقي للعمارة، فرسم القوس ليس في النقل الحرفي لتفاصيله وإنما في محاولة إيجاد لغة مقرؤة وفكرا وراء اختيار هذا التفصيل.
من هنا رأى الوكيل أن المفاتيح الأربع للنجاح المعمارى هم كلمات (بيئة – فلسفة – فكر – معتقد).
فبحكم عمله بالسلك الاكاديمي لمدة خمس سنوات استطاع ان يضع يده على أول خيط من شأنه أن يخرج معمارى يعتمد على مفاتيح النجاح الأربع أو أن يؤدى به إلى طريق العمارة منعدمة المعنى والوظيفة، وتمثل هذا الخيط في الدراسة، فهو يرى أن طرق التدريس في الجامعات العربية تفتقد القدرة على خلق فكر معماري ينبع من جذور أصيلة وذلك لأنها – من وجهة نظره - تعتمد علي الانبهار بثقافة وتوجه عمارة الغير، وأن أعتماد الدراسة على توجهات وأفكار وفلسفة معماريين غربيين أمثال «فرانك لويد رايت ولوكوربوزيه» بالإضافة إلى عدم التركز علي البيئة ومضمونها داخل الإطار التصميمي هو ما ساهم في إخراج عمارة قبيحة فاقدة للهوية.

## أعماله

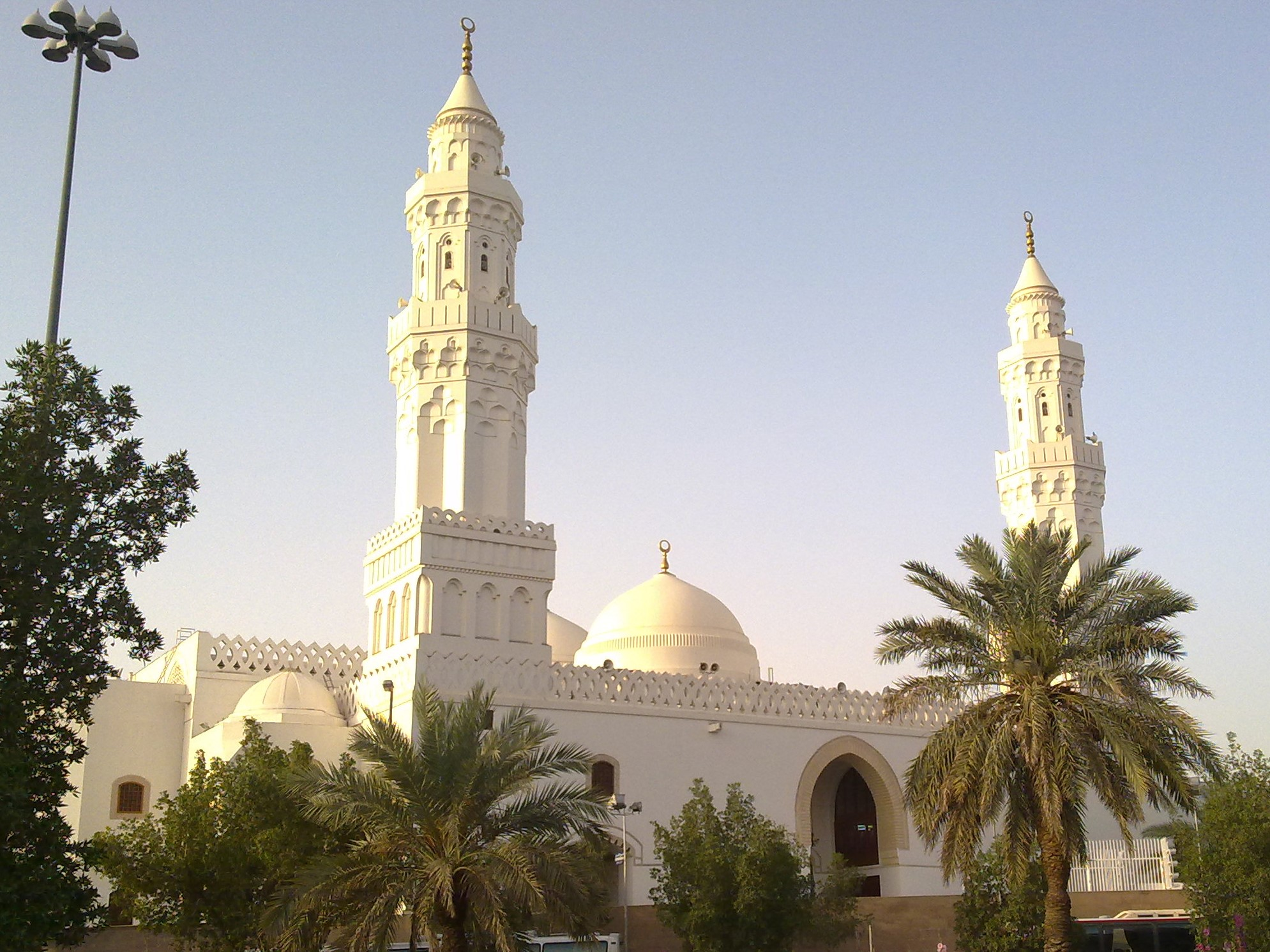
مسجد القبلتين، المدينة المنورة

ان أعمال الوكيل وانجازاته فريدة، فهي بمثابة الضوء في نهاية النفق الطويل المظلم.
فان أعماله التي لا غبار عليها هي مجموعة من المباني التي ترمز إلى مدينة المستقبل، والتي تعبر عن رؤية تمتد بعيدا خلف حدود جداراتها وقبابها. وهي ليست فقط خطوات هامة على طريق تجديد الحضارة الإسلامية، بل هي تجسد بشكل تام بعث واحياء صرح معماري وحضاري. هذه المباني تتحدث إلى الإنسان الأوروبي بطريقة مباشرة عن العقية والايمان بكرامة الإنسان والروح المدنية والتنظيم الحضري.
يستخدم ورشا في اماكن متباعدة مثل كراتشي ولندن وإسطنبول وباريس، فهو لا يستخدم الاساليب الصينية الزخرفية والدواوين التركية، كما انه ليس رساماً، بل فانان يعتني اساسا بالوحدة الجمالية والرمزية والمادية للعفل الفني وترتيبه الهرمي في السياق الحضاري والبيئي الواسع. فبالإضافة إلى معرفته لنظم وأنواع البناء والإنشاء الإسلامي نجد أن استعداداته العلمية لا تقل أهمية، وهي تغرف من معين الأنظمة والصياغات الكلاسيكية التي كب على دراستها. فمبانيه مزيج عضوي من المساحة والحجم عكس بها زخم طابعه الإسلامي الأصيل.
جدول يوضح أهم أعمال الوكيل:
| العمل                           | الموقع                      | تاريخ البناء                 |
| ------------------------------- | --------------------------- | ---------------------------- |
| مسجد قباء                       | المدينة المنورة             | 1407هـ - 1986م التوسع الجديد |
| مسجد القبلتين                   | المدينة المنورة             | 1408هـ                       |
| مسجد الميقات                    | المدينة المنورة             |                              |
| قصر السليمان                    | جدة                         |                              |
| مسجد الملك سعود                 | جدة                         | 1987                         |
| مسجد الكورنيش                   | جدة                         | 1407هـ - 1986م.              |
| مسجد الجزيرة                    | جدة                         | 1406 - 1985م.                |
| مسجد بن لادن                    | جدة                         |                              |
| مسجد الرويس                     | جدة                         |                              |
| مركز أكسفورد للدراسات الإسلامية | أكسفورد                     |                              |
| بيت حلاوة، العجمي               | الإسكندرية، مصر             |                              |
| مسجد كيرك ستريت                 | جوهانسبرغ، جنوب أفريقيا     |                              |
| الجامع الكبير                   | بالقرب من قصر السليمان، جدة |                              |

### قصر السليمان
بدايات عمل الوكيل في السعودية ميزها بناء قصر السليمان في حي الحمراء في جدة الواقع في حي الحمراء علي كورنيش جدة عام 1979م  ، وهي منطقة صحراوية شمال المدينة القديمة تم استصلاحها للأغراض السكنية الترفيهية تفصلها شوارع واسعة لتوفير المجال أمام حركة السيارات ولذلك فان القصر يختلف عن المنازل القديمة لكونه يقع في مساحة معزولة، فجاء تصميمه متماشياً مع قيود التخطيط المفروضة ومتطلبات الزبائن الذي فضلوا التنظيم الأفقي للمساحات على التنظيم الرأسي يتكون القصر من عناصر مختلفة عامة شبه عامة عناصر أخرى خاصة ـ للنوم وللخدمات يمتد القصر على الواجهة الجنوبية بطول يزيد على 70م وهذا الشكل الطولي فرضه الموقع (مثلث الشكل) رغبة في التمتع بمنظر البحر واستخدمت في التصميم وحدة قياس معيارية مربعة الشكل 1.80م في جميع جهات التصميم لتوضيح المساحات، وقد ساعد استخدام وحدة القياس في التخطيط على إيجاد نظام بدونه أصبح ترتيب الواجهات عديمة التناسق حيث أصبح محوراً مسيطراً أضفى نوعاً من التنظيم على كتل القصر.
تمت الاستفادة من طريقة قديمة للتصاميم وهي أن يصطف جدران الواجهة مع الشارع وتنظم الغرف تبعاً لذلك واستخدام المساحة الفارغة حيثما كان ضرورياً وكان هذا الحل يطبق دائماً في نماذج الشوارع غير المنسقة.
كان المدخل المنحني من مميزات تصاميم المنزل العربي الإسلامية القديم ومن ورائه يتم فصل المساحة الخارجية عن الداخلية وهذا النوع من المداخل يخالف التصاميم الغربية الكلاسيكية التي يميزها مدخل محوري مباشر فالدخول من الطريق المسقوف لمرور السيارات يقود إلى مدخل يقسمه إيوان إلى جناحين من الناحية اليمنى وهذا الإيوان يقود إلى قاعة المدخل الرئيسي للقصر والساحة نفسها تقود إلى ثلاثة مداخل مختلفة المدخل الرئيسي للقصر، المدخل المباشر للاستقبال، والمدخل الثالث يؤدي مباشرة إلى المكتب والمكتبة ونتجت عن ذلك مرونة استخدام غرفة الاستقبال والمكتب الخاص مع المجلس دون التأثير على هدوء القصر، كما يسمح باستخدام الغرف السابقة مباشرة من داخل القصر.
اختير قصر السليمان كأجمل مبني في المملكة العربية السعودية عام 1973 من قبل مجلة أمريكية متخصصة في المعمار. قامت الفكرة الرئيسية في مشروع قصر السليمان علي تدعيم العمارة المحلية من خلال تطوير تصميمات تشجع الحرف التقليدية التي أصبحت مهددة بالاندثار ويعكس تصميم قصر السليمان بعض الملامح المعمارية العربية مثل عدم تماثل المسقط الأفقي والتحديد الواضع للفراغات استعمال الفناء الداخلي كما استطاع أن يستخدم العناصر المعمارية الإسلامية ويطورها بصورة مكثفة مثل المشربية والقبة المرتفعة والشخشيخة والأبواب الخشبية المزخرفة بالأشكال الهندسية والخزف وأعمال الرخام ولقد استطاع الوكيل أن يحقق الفخامة المطلوبة في مثل هذه القصور دون استخدام مواد بناء غالية أو طرق إنشاء حديثة مكلفة وانما اعتمد في تصميمه علي مواد البناء البيئية وطرق الإنشاء التقليدية معتمدا علي الطاقات البشرية وعلي بعض الحرفيين المهرة وبخاصة في أعمال النجارة وبذلك أعطى الفرصة للتطوير والحفاظ علي مهنة أصبحت مهددة بالاندثار لانعدام الطلب عليها يلقي الوكيل اللوم علي مؤيدي نظرية الوظيفية البحتة في استخدام مواد البناء للوضع السئ الذي وصلت الية البيئة التي يعيش فيها حاليا إذ تناسوا وظيفة العمارة الرئيسية وهي التعبير بامانة عن طموحات واميات الإنسان الذي يعيش في هذه البيئة.
| عبد الواحد الوكيل | كنت في زيارة لبيروت لزيارة والدتي وهناك قابلت عبد العزيز السليمان من جدة وأخاه أحمد وهو ما أدى بي إلى تصميم قصر السليمان، الذي اختارته مجلة إيه آي جورنال الأميركية المتخصصة في المعمار عام 1973 كأجمل مبنى في السعودية. | عبد الواحد الوكيل |

وقد تعرض عبد الواحد الوكيل للنقد لاستخدامه في إنشاء قصر السليمان طرق ومواد البناء التقليدية التي طورها المعماري حسن فتحي في عمارة الفقراء ويقول عبد الواحد الوكيل ردا علي ذلك أن الهدف من استعمال المواد الانشائية التقليدية البيئية في بناء هذه القصور من وجهة هو اعطاء مثل ملموس لعامة الشعب عن امكانيات العمارة الإسلامية المحلية وذلك لانة علي مر التاريخ كان النموذج المعماري الذي يتطلع الية الشعب دائما يتمثل في المسجد ممثلة للجانب المادي يؤكد عبد الواحد المعاري عبد الواحد الوكيل انه بعد تنفيذ هذا القصر في عام 1979 بدات تنتشر في طبقات الشعب المتوسطة والدنيا نوع من التعاطف مع العمارة العربية المحلية. وبجانب تاصيل القيم الحضارية الإسلامية واستخدام مواد وطرق البناء التقليدية في تصميمه لقصر السليمان استطاع عبد الواحد الوكيل أن يحقق المتطلبات المناخية والوظيفية في مبناه ليمثل علي حد تعبيره فكرته عن العمارة الإسلامية.

### مسجد السليمان
جاء تكملة لقصر السليمان وهو يمثل توازناً بين الأصالة والمعاصرة إذ شيد من مواد بناء تقليدية كالحجز والأجر المحروق وكل القباب بما فيها القبة الرئيسية للمسجد قطرها 12 م يثبت وفق الأساليب التقليدية أما الإسمنت والحديد فقد استعملا في شبكة البناء وكان لهيكل الإنشاء الدور الرئيسي في إعداد المساحة وتنسيق الوظائف.
المساحة المبنية في المشروع (المسجد الحديقة) موقف السيارات 10350م منه 615م للفناء.
ووضع التصميم بحيث يكون الحائط القبلي ممتداً ليوفر مساحات للمصلين والمسجد به مدخلان وبصفة عامة يبدو التصميم سهلاً ومنطقياً والوظائف تؤدي بعضها إلى بعض في يسر.

### بيت حلاوة
اعتمد الوكيل في تصميم هذا المنزل عام 1975م على نماذج الأبنية الإسلامية والمصرية التقليدية. فإضافة إلى الفناء ونافورته، يحتوي المنزل على رواق، ومختليات مظللة، وقابض للريح، ومقاعد طويلة، وشرفة عرض جميلة. لكن وعلى خلاف البنّاء وعمال الجص وصانع السجاد الذين كانوا من أمهر الحرفيين، قام عمال من البدو المحليين غير المتمرسين بمعظم العمل.
- جائزة الآغا خان للعمارة
  - 1980 - حصل الوكيل على جائزة الآغا خان للعمارة.[7] عن بيت حلاوة، شاطئ العجمي خارج الإسكندرية، مصر. قيمة الجائزة 200 ألف دولار. وتعد الجائزة بديلة جائزة برتزكر الشهيرة وتمنح لمعماريين يتميزون بالتقليدية أو الكلاسيكية.

### مركز الدراسات الإسلامية
من أعمال الوكيل خارج العالم العربي يبرز مركز الدراسات الإسلامية في أكسفورد الذي يرعاه الأمير تشارلز ولي عهد بريطانيا وهو أحد المعجبين بعمل الوكيل، بل قام باختياره ضمن فريق مستشارين مشروع مدرسة الأمير للفنون المعمارية. كما قام باستخدام بيت صممه الوكيل في اليونان كمثال للعمارة التقليدية المستوحاة من بيئتها ضمن كتابه المعنون «رؤية للعمارة في بريطانيا».
مركز الدراسات الإسلامية بأكسفورد امتاز بتمازج بين العمارة السائدة في جامعة أكسفورد العريقة والعمارة الإسلامية مما خلق مبنى بديعا يمزج بين عناصر العمارة الشرقية والغربية. يعتمد التصميم المعماري للمركز على الأقبية والممرات والأقواس، بالإضافة للقبة الضخمة والمنارة التي تكتسب أهمية خاصة باعتبارها أول منارة تقام داخل المدينة الجامعية بأكسفورد. يحتوي المبنى على عدة قاعات تحمل كل منها الطابع القومي لإحدى الدول المتبرعة للمشروع، فهناك الفناء المركزي الذي يحمل اسم إسطنبول ويتميز بالمعمار التركي والزخارف الإسلامية، بالإضافة لقاعة ماليزيا، ومكتبة الكويت. وهناك أيضا حديقة الأمير تشارلز المقامة على الطراز الإسلامي والمستوحاة من نسق الحديقة الإسلامية التي قدمها الأمير تشارلز في معرض تشيلسي للزهور. ويرى الوكيل أن المعمار في جامعتي أكسفورد وكامبريدج وكنيسة دارهام تحمل عناصر كثيرة مستوحاة من المعمار الإسلامي مثل استخدام الفناء الداخلي والأقواس التي تظهر جليه في كنيسة دارهام.

### مسجد الملك سعود
عندما قام الوكيل بتطوير مسجد الملك سعود في جدة أثار تصميمه على بناء قبة المسجد من دون استخدام الأسمنت اعتراض المهندسين العاملين معه الذين رأوا أن القبة التي يصل ارتفاعها إلى 40 مترا لن تصمد بلا أسمنت لكن الوكيل أصر على ذلك، بل قام بالتوقيع على إقرار بتحمل المسؤولية كاملة عن بناء القبة
يتألف المسجد من جدران وقناطر ضخمة الإنشاء. فالركائز التي تحمل وزن قبة مسجد الملك سعود في جدة، التي ترتفع إلى 140 متر، مصنوعة من الطوب الصلب يبلغ عرضه ستة أمتار. المباني العديدة التي اقامها الوكيل تسير بخطى أسرع نحو الإنجاز من المابني الحديثة.
فبينما يحتاج لوح الخرسانة العادي المصبوب إلى ما بين اسبوعين وثلاثة اسبايع قبل ازالة الإنشاء المؤقت بصورة مأمونة، فان القوالب الخشبية للقناطر الاسطوانية الضخمة التي يبنيها الوكيل يتم نزعها بعد 24 ساعة من صف حجارة الطوب. ويمكن لعامل أو عاملين ماهرين ان ينجزا بناء القباب المصنوعة من الطوب خلال 5 - 10 أيام دون الاستعانة باية قوالب. ويتم صف حجارة الطوب حلقة فوق أخرى بواسطة عمود خشبي بسيط يدور حول مسمار ارشاد مركزي.

### مسجد الجزيرة

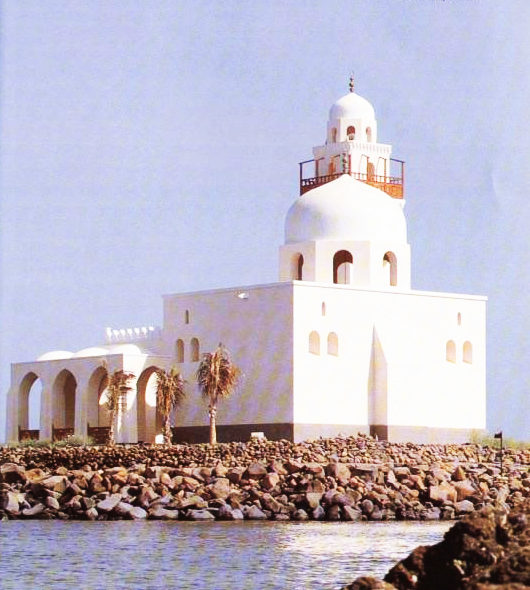
مسجد الجزيرة- جدة

يقع في مدينة جدة غرب السعودية، بالقرب من الكورنيش الشمالي على جزيرة صغيرة مساحتها 2500 متر مربع. بالإضافة إلى المرافق التي تم وصلها بالجزيرة بواسطة جسر صغير.
- التصميم

ارتكز التصميم على العناصر الاساسية القائمة في المساجد التقليدية. وهناك مساحة رئيسية مستطيلة تعلوها قبة رئيسية (بقطر 6 أمتار) تقع فوق المحراب مباشرة إلى جانب جدار القبلة وتحيط بكل جزء من اجزائها الثلاثة المتجاورة قناطر بعرض ثلاثة أمتار. والقناطر ترتكز على الجدارن والأقواس المركزية. بينما ترتكز القبة على اسطوانة ثمانية الاضلاع ترتكز بدورها على اربعه عقود قطرية مما يؤدي إلى تحويل الدائرة إلى مربع. ويقع مقابل جدار القبلة قوس ضخم يطل على الباحة المحاطة بالممر المقنطر.
- الإنشاء

لقد جرى عمد إنشاء المسجد من حجارة طوب التراكوتا الحمراء القادرة على تحمل الضغط لاعادة ادخال تكنولوجيا الطوب العلمية والفنية المتفوقة التي تستخدم بشكل اقتصادي. وأكثر التفاصيل الانشائية المثيرة للاهتمام هي سلالم المئذنة التي صعنت من الطوب بأجمعها، حيث تستند كل مجموعة منها على أقواس متراكبة يحمل كل منها الآخر. انجر البناء في عام 1406 - 1985 م.

### مسجد الكورنيش

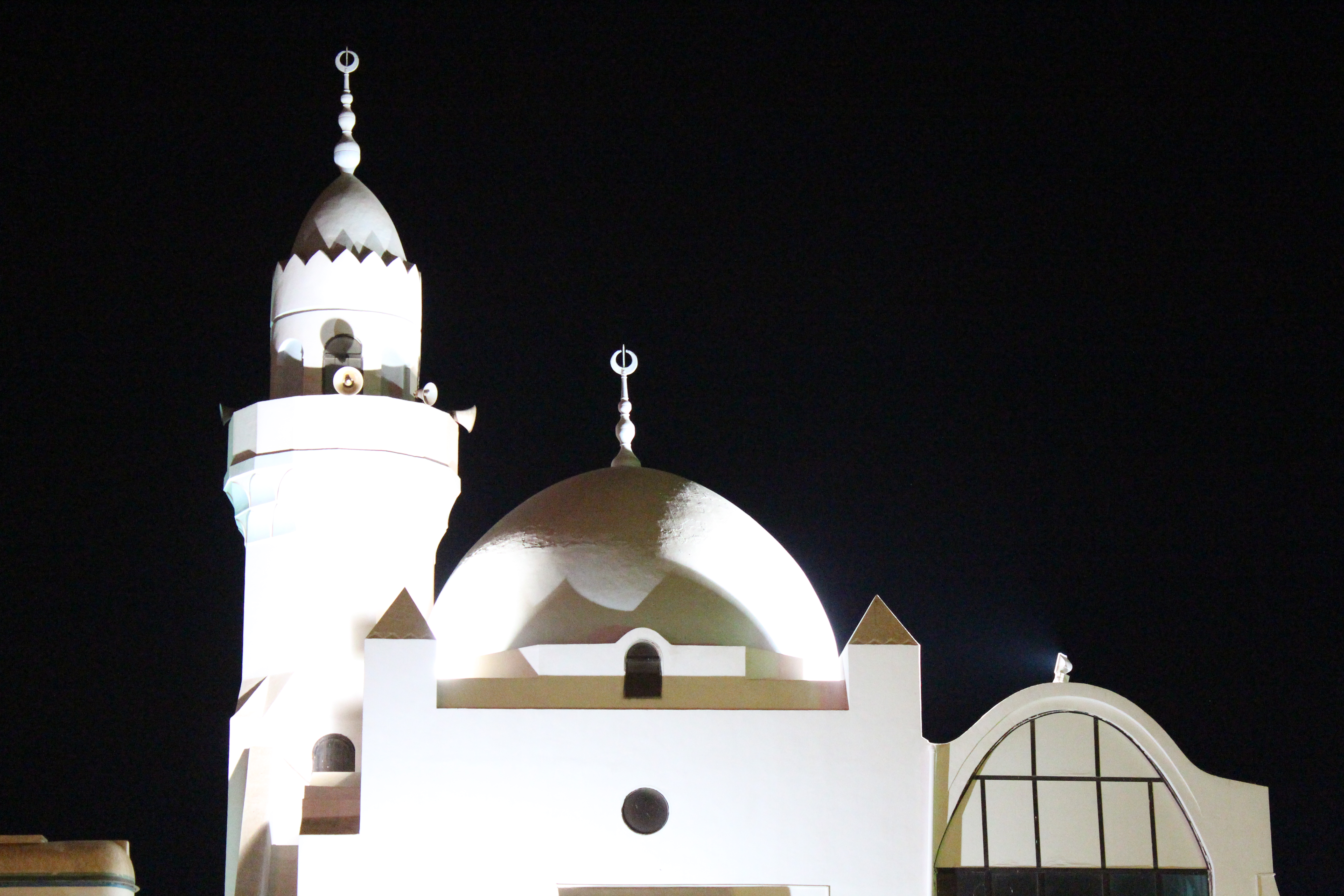
مسجد شاطئ الكورنيش - ليلا من تصاميم الوكيل

مسجد الكورنيش، (مسجد شاطئ الكورنيش) في مدينة جدة يقع على الكورنيش الشمالي، السعودية. على كثيب رملي يقع على حيز صخري مرجاني.
- التصميم

التصميم ذو حجم صغير إلا انه معقد. وقد زُيّن المدخل من جانب القبلة بقنطرة هائلة باتجاه الداخل، ويمكن القاء نظرة على البحر عبر النافذة ذات القوس المصنوعة من الخشب المشبك (المشربية) في آخر الجدار. تظهر هنا الامكانيات الكامنة في طوب التراكوتا الأحمر القادر على تحمل الضغط من خلال المرونة الهائلة للتصميم والتي يمكن ان تتبع ضمن التحديدات التي تفرضها المواد غير القابلة للشد والمط. وهنا لم تدع الحاجة لاستخدام الخرسانة إلا في بناء الأسس. أنجز البناء في عام 1407 - 1986 م
- الإنشاء

تظهر هنا الامكانيات الكامنة في طوب التراكوتا الأحمر القادر على تحمل الضغط من خلال المرونة الهائلة للتصميم والتي يمكن ان تتبع ضمن التحديدات التي تفرضها المواد غير القابلة للشد والمط. وهنا لم تدع الحاجة لاستخدام الخرسانة إلا في بناء الأسس.
- جائزة الآغا خان للعمارة
  - 1989 - حصل الوكيل على جائزة الآغا خان للعمارة .[9] عن مسجد الكورنيش في جدة. قيمة الجائزة 200 ألف دولار. وتعد الجائزة بديلة جائزة برتزكر الشهيرة وتمنح لمعماريين يتميزون بالتقليدية أو الكلاسيكية.

### مسجد بن لادن

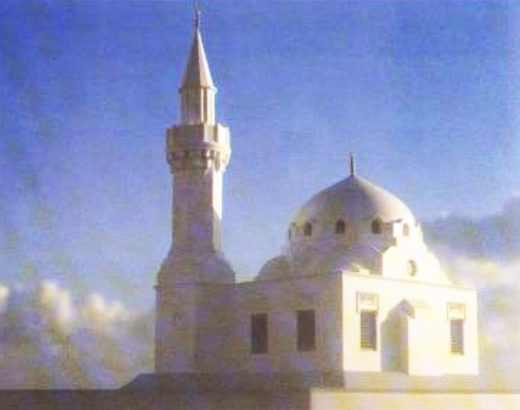
مسجد بن لادن، جدة

يقع المسجد في مدينة جدة غرب السعودية، في شارع الملوك وهو شارع رئيسي قريب من منطقة سكنية، بالإضافة إلى حديقة صغيرة إلى مرافق المسجد.
- التصميم

مسجد بن لادن هو الدراسة التصميمية الرابعة في سلسلة من المساجد الصغبرة بمدينة جدة. وقد بني مفهوم التصميم على دراسة هندسة سنان المعمارية. وقد اجرى المعمار سنان تجارب عدة على امكانيات تغطية سقف قاعة الصلاة بقبة ضخمة. وقد تمثلت عملية الابتكار الرئيسية في وضع القبة على قاعدة سداسية ترتكز في أربعة من جوانبها على انصاف قبب في شكل عقود قطرية. وقد مكنه هذا من توسيع المربع إلى حيز مستطيل الشكل. وقد ادى هذا الحل إلى انسياب شيق لمساحة تدريجية مما جعل إعادة المفهوم جديرة لالاهتمام ضمن هذا المخطط.
- الإنشاء

ان الميزة الإنشائية الفريدة للقبة السداسية تجعل من هذا المسجد الصغير تجربة مفيدة ومثيرة للتحدي في اساليب البناء بالطوب. وامتداد القبة الرئيسية هو سبعة امتار اما امتداد انصاف الفبب الأربع كلها فهو 3.5 متراً.

### مسجد قباء
بعد قصر السليمان استعان المهندس محمد سعيد فارسي، أمين مدينة جدة، بالوكيل في العمل على تصميم مبانٍ في جدة تأخذ روح جدة القديمة «الوضع تغير حيث لا توجد حواري أو مباني ملاصقة. المهم هو أخذ الفلسفة والروح». في ذلك الوقت تعرف الوكيل على حسام خاشقجي وكيل وزارة الحج والأوقاف (وزارة الحج والعمرة حاليا) «وقتها كان الاتجاه هو تطوير مشاريع المدينة وكان من أولها مسجد قباء الذي قمت بتصميمه وهو مهم جدا لأكثر من سبب أولا لمكانته، السبب الثاني أنه أول مبنى له صفة رسمية في العالم العربي يتم بناؤه من دون الخرسانة والأسمنت».
- أثار تصميمه على بناء قبة المسجد من دون استخدام الأسمنت اعتراض المهندسين العاملين معه الذين رأوا أن القبة التي يصل ارتفاعها إلى 40 مترا لن تصمد بلا أسمنت لكن الوكيل أصر على ذلك، بل قام بالتوقيع على إقرار بتحمل المسؤولية كاملة عن بناء القبة.

## الجوائز
- 1980 - حصل على جائزة الآغا خان للعمارة . عن تصميمه لبيت حلاوة على شاطئ العجمي خارج الإسكندرية، مصر.[7]
- 1985 - حصل على جائزة الملك فهد للبحوث في العمارة الإسلامية .
- 1986 - الزمالة الفخرية من قبل المعهد الأمريكي للمهندسين المعماريين، في سان أنطونيو في ولاية تكساس .
- 1987 - بمناسبة السنة الدولية لإيواء المشردين (IYSH)، تم تنظيم مسابقة للحلول التكنولوجية الجديدة للإسكان الاجتماعي (CINTUS). من 75 دولة، فاز تصميم الوكيل بالجائزة.
- 1988 - منح لقب أستاذ من قبل الأكاديمية الدولية للهندسة المعمارية والاتحاد الدولي للمهندسين المعماريين .
- 1989 - حصل (للمرة الثانية) على جائزة الآغا خان للعمارة .[9] عن مسجد الكورنيش في جدة. قيمة الجائزة 200 ألف دولار. وتعد الجائزة بديلة جائزة برتزكر الشهيرة وتمنح لمعماريين يتميزون بالتقليدية أو الكلاسيكية.
- 1993 - تلقى شهادة تقدير من مقاطعة دايد في ميامي لمشاركته ضمن 20 من شركات الهندسة المعمارية التي نظمتها اندريس دواني، لتطوير التصميم الحضري لجنوب شاطئ، ميامي.
- 1994 - تلقى على جائزة وكأس لإنجازاته في المدينة المنورة، على الإنجازات الفريدة لغير السعوديين.
- 1994 - تلقى الوكيل أيضا على شهادة تقدير من شركة سوليدير في بيروت، لبنان لمساهمته رئيسا للجنة التحكيم لإعادة بناء أسواق بيروت.
- 1999 - تم تكريم الوكيل في الرياض في المؤتمر الدولي للعمارة المسجد مع الجائزة الأولى لتصميم وعمارة المساجد المعاصرة .
- 2008 - جائزة ريتشارد لإسهاماته في الهندسة المعمارية الكلاسيكية .
- 2009 - فاز بجائزة ديرهاوس للعمارة الكلاسيكية. تمنحها كلية العمارة بجامعة نوتردام الأميركية.

## العضويات
- عضو مجلس أمناء التراث العالمية (التي أسسها اللورد دنكان ساندز).
- عضو المجلس الأكاديمي لمدرسة أمير ويلز للهندسة المعمارية.
- مستشار لرائد الفضاء الأمير سلطان بن سلمان بن عبد العزيز آل سعود الرئيس السابق للهيئة العامة للسياحة والتراث الوطني في المملكة العربية السعودية.
- رئيس لجنة التحكيم لإعادة إعمار الأسواق القديمة في بيروت.
- عضو لجنة التحكيم جائزة الآغا خان للعمارة.
- مستشار اليونسكو لتطوير قرية في البتراء، الأردن.
- عضو لجنة تحكيم مسابقة التنمية العمرانية للمركز التاريخي في سمرقند.
- عضو مشارك ومحاضر في الولايات المتحدة الأمريكية في معهد برات ومتحف الفن الحديث في نيويورك، ومحاضر في روليت، تكساس، وجامعة تكساس في أوستن.

## انظر ايضًا
- حسن فتحي
- رفعت شاديرجي
- شهيرة فهمي
- راسم بدران
- جائزة آغا خان للعمارة